# 인제로 (김해시)
인제로(Inje-ro)는 경상남도 김해시 활천동 동김해나들목사거리와 생림면 나전리 를 잇는 도로이다.

## 주요 경유지
경상남도
- 김해시 (활천동 . 생림면)

## 노선
| 이름             | 접속 노선           | 소재지 | 소재지 | 비고 |
| ---------------- | ------------------- | ------ | ------ | ---- |
| 동김해 나들목    | 10호선 남해고속도로 | 김해시 | 활천동 |      |
| 동서사거리       | 분성로              | 김해시 | 활천동 |      |
| 아래각단사거리   | 분성로501번길       | 김해시 | 활천동 |      |
| 유토피아사거리   | 인제로170번길       | 김해시 | 활천동 |      |
| 인제사거리       | 인제로188번길       | 김해시 | 활천동 |      |
| 인제대후문삼거리 | 삼안로              | 김해시 | 활천동 |      |
| 안금4교          |                     | 김해시 | 생림면 |      |
| (이름없음)       | 상동로              | 김해시 | 생림면 |      |

## 주요 시설및 건물
- HD현대오일뱅크 동김해IC주유소 (인제로 23/어방동 1111-14)
- SK에너지 한길주유소 인제대점 (인제로 29/어방동 1110-12)
- 부산은행 동김해지점 (인제로 57/어방동 1104-12)
- 이마트24 김해어방점 (인제로 67/어방동 1096-9)
- 이디야커피 김해어방동점 (인제로 89/어방동 1095-13)
- 현대자동차 김해어방대리점 (인제로 130/어방동 361-3)
- S-OIL 세일주유소 (인제로 132/어방동 361-2)
- LG유플러스 어방동 인제대점 (인제로 173/어방동 459-9)
- 이디야커피 김해인제대점 (인제로 176/어방동 528-5)
- KT 월드텔레콤 어방점 (인제로 177/어방동 459-12)
- 뚜레쥬르 김해어방점 (인제로 181.어방동 459-14)
- 이마트24 김해인제점 (인제로 184/어방동 528-2)
- 써브웨이 김해인제대점 (인제로 184/어방동 528-2)
- 베스킨라빈스 김해인제대점 (인제로 185/어방동 461-10)
- 투썸플레이스 김해인제대점 (인제로 192/어방동 463-4)
- 인제대학교 김해캠퍼스 (인제로 197/어방동 607)
- GS25 김해인덕점 (인제로 200/삼방동 160-7)
- CU 김해삼방교점 (인제로 282/삼방동 553-1)
- SK에너지 홀인원주유소 (인제로 621/나전리 90)
- CU 김해생림나전점 (인제로 718/나전리 388-3)